# Bread
Bread – amerykańska grupa muzyczna grająca folk rock. Została założona w Los Angeles w 1969 roku, W 1970 roku ich utwór "Make It With You" stał się nr 1 na liście Billboard, zaś w 1971 "If" stało się hitem ogólnoświatowym. Grupa została rozwiązana w 1978 roku. Lider zespołu, David Gates jest kompozytorem wszystkich utworów.

## Muzycy
- David Gates – gitara basowa
- James Griffin – gitara
- Robb Royer – gitara basowa
- Mike Botts – perkusja
- Larry Knechtel – instrumenty klawiszowe

## Dyskografia

### Albumy
- 1969 Bread
- 1970 On The Waters
- 1971 Manna
- 1972 Baby I'm-A Want You
- 1972 Guitar Man
- 1977 Lost Without Your Love

### Kompilacje
- 1973 The Best Of Bread
- 1974 The Best Of Bread Ⅱ
- 1985 Anthology of Bread
- 1996 Retrospective